# Landkreis Regensburg
Der Landkreis Regensburg ist der südlichste Landkreis des Regierungsbezirks Oberpfalz in Ostbayern und umgibt die kreisfreie Stadt Regensburg zur Gänze. Im Süden grenzt er an drei Landkreise von Niederbayern. Der Verwaltungssitz des Landkreises befindet sich in Regensburg; die bevölkerungsreichste Gemeinde ist Regenstauf.

## Geografie

### Lage
Der Landkreis ist landschaftlich vielgestaltig. Er umfasst das Donautal und die Täler von Laber, Regen und Naab, allesamt Nebenflüsse der Donau. Im Osten gehört das Kreisgebiet zum Falkensteiner Vorwald, dem westlichsten Teil des Bayerischen Waldes, und im Westen zu den Ausläufern der Fränkischen Alb.
Die Fläche des Landkreises umfasst 1391,87 km². Die größte Ausdehnung des Landkreises in Ost-West-Richtung beträgt ca. 61 km, in Nord-Süd-Richtung ca. 51 km. Der höchste Punkt mit 676 m ü. NHN liegt westlich von Frauenzell, der tiefste Punkt ist die Gmünder Au mit 320 m ü. NHN.

### Nachbarkreise
Der Landkreis grenzt im Uhrzeigersinn im Norden beginnend an die Landkreise Schwandorf, Cham, Straubing-Bogen, Landshut, Kelheim und Neumarkt in der Oberpfalz.

## Geschichte
Vor 1803 gehörten die Gebiete des heutigen Landkreises Regensburg vornehmlich zum Hochstift Regensburg (Osten), zum Herzogtum Pfalz-Neuburg (Norden) und zum kurbayerischen Rentamt Straubing (Süden). Durch den Reichsdeputationshauptschluss entstand 1803 das Fürstentum Regensburg. Es war bis 1810 eines der Territorien des Kurerzkanzlers  Karl Theodor von Dalberg, seit 1806 Fürstprimas innerhalb des Rheinbundes. Am 22. Mai 1810 trat Dalberg infolge des am 28. Februar 1810 abgeschlossenen Pariser Vertrags das Fürstentum Regensburg an das Königreich Bayern ab.

### Bayerische Landgerichte
Bereits 1803 wurde das Landgericht Stadtamhof errichtet. 1810 wurde die Stadt Regensburg eine kreisunmittelbare Stadt. 1811 entstand noch das Landgericht Regenstauf. Ferner gab es seit 1811 das Fürstlich Thurn und Taxis’sche Herrschaftsgericht Wörth, aus dem 1850 das gleichnamige Landgericht errichtet wurde. Die Stadt Regensburg und alle Landgerichte gehörten zum Regenkreis, der 1838 in Oberpfalz und Regensburg umbenannt wurde.
1857 wurde aus 43 Gemeinden des Landgerichts Stadtamhof und einer Gemeinde des Landgerichts Kelheim das neue Landgericht Regensburg errichtet. Das verkleinerte Landgericht Stadtamhof blieb aber weiterhin bestehen.

### Bezirksämter
Das Bezirksamt Regensburg wurde in administrativer Hinsicht im Jahr 1862 durch den Zusammenschluss der Landgerichte älterer Ordnung Regensburg und Wörth gebildet. Ebenso wurden die Landgerichte Regenstauf und Stadtamhof zum Bezirksamt Stadtamhof in administrativer Hinsicht zusammengefasst. Die Stadt Regensburg gehörte diesen Bezirken jedoch nicht an und blieb kreisunmittelbar.
Anlässlich der Reform des Zuschnitts der bayerischen Bezirksämter erhielt das Bezirksamt Regensburg am 1. Januar 1880 Gemeinden des Bezirksamtes Roding, tritt aber die Gemeinde Pittrich an das Bezirksamt Straubing ab. Zum selben Zeitpunkt wurde der Bezirk Stadtamhof um Gemeinden des aufgelösten Bezirksamtes Hemau sowie der Bezirke Kelheim und Roding vergrößert.
Die Gerichtsbezirke innerhalb des Bezirksamts Regensburg wurden 1879 und 1905 verändert. Auch der Bezirk Stadtamhof wurde 1879 durch die Aufnahme von Gemeinden der Nachbarbezirke Hemau, Kelheim und Roding erweitert. Bedeutend vergrößerte sich 1924 das Gebiet der Stadt Regensburg durch Eingemeindungen zulasten des Bezirks Stadtamhof. Am 1. Oktober 1929 wurde das Bezirksamt Stadtamhof schließlich aufgelöst und sein Gebiet dem Bezirksamt Regensburg zugeordnet.
Am 1. April 1938 erhielt die Stadt die Gemeinden Dechbetten, Großprüfening und Ziegetsdorf des Bezirksamtes Regensburg.

### Landkreis
Am 1. Januar 1939 wurde wie sonst überall im Deutschen Reich die Bezeichnung Landkreis eingeführt. So wurde aus dem Bezirksamt Regensburg der Landkreis Regensburg.
Im Jahr 1946 wurde der Landkreis Straubing um die Gemeinden Kirchroth und Zeitldorn des Landkreises Regensburg vergrößert. Gleichzeitig kam die Gemeinde Pfaffenfang vom Landkreis Roding. Sie wurde nach Altenthann eingemeindet.
Im Rahmen der Gebietsreform in Bayern wurde der Landkreis Regensburg am 1. Juli 1972 deutlich vergrößert. Neu zum Landkreis kamen
- die Gemeinden Dinau, Duggendorf, Hochdorf, Holzheim am Forst, Kallmünz, Krachenhausen, Rohrbach und Traidendorf aus dem aufgelösten Landkreis Burglengenfeld
- die Gemeinde Bergmatting des Landkreises Kelheim
- die Gemeinden Buchhausen, Eggmühl, Inkofen, Mannsdorf, Oberdeggenbach, Pinkofen, Schierling, Unterlaichling und Zaitzkofen aus dem aufgelösten Landkreis Mallersdorf
- die Stadt Hemau sowie die Gemeinden Aichkirchen, Beratzhausen, Berletzhof, Brunn, Deuerling, Haag, Hohenschambach, Klingen, Kollersried, Laaber, Langenkreith, Laufenthal, Mausheim, Neukirchen, Oberpfraundorf, Pellndorf, Rechberg, Schwarzenthonhausen und Thonlohe aus dem aufgelösten Landkreis Parsberg sowie
- die Gemeinden Allersdorf und Wahlsdorf aus dem aufgelösten Landkreis Rottenburg an der Laaber.

Der Landkreis Regensburg seinerseits gab im Osten die Gemeinde Rettenbach an den Landkreis Cham, die Gemeinde Wulkersdorf an den Landkreis Schwandorf sowie die Gemeinden Höhenberg, Niederachdorf, Obermiethnach, Pillnach und Pondorf an den Landkreis Straubing-Bogen ab.
Am 1. Januar 1974 kehrte Wulkersdorf aus dem Landkreis Schwandorf in den Landkreis Regensburg zurück und wurde nach Bernhardswald eingemeindet. Am 1. Januar 1977 wurden die Gemeinden Burgweinting, Harting und Oberisling in die kreisfreie Stadt Regensburg eingegliedert. Am 1. Mai 1978 wechselte die Gemeinde Ponholz aus dem Landkreis Regensburg in den Landkreis Schwandorf und wurde dort nach Maxhütte-Haidhof eingemeindet.

### Einwohnerentwicklung

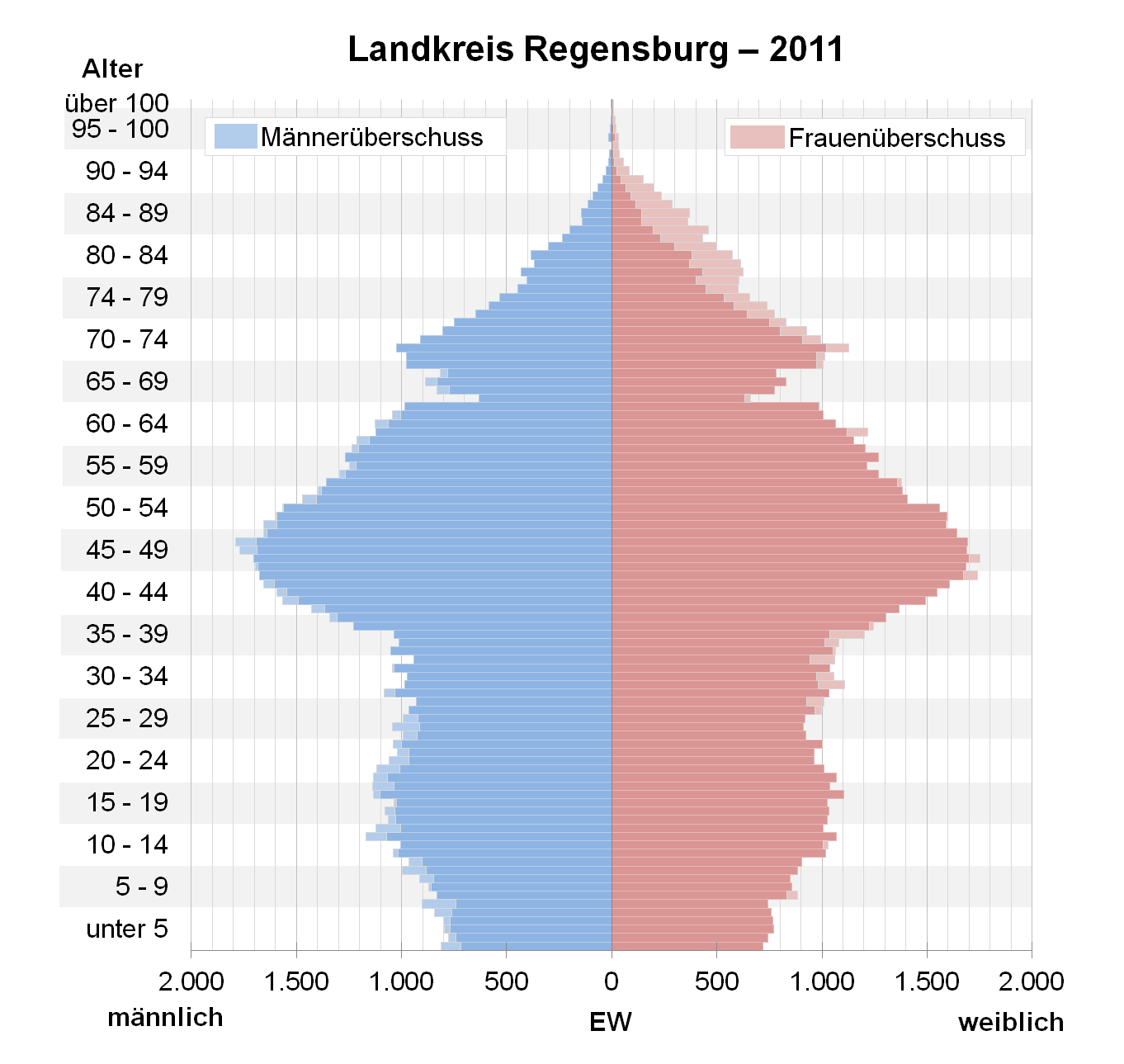
Bevölkerungspyramide für den Kreis Regensburg (Datenquelle: Zensus 2011)

Von 1988 bis 2008 wuchs der Landkreis Regensburg um knapp 36.000 Einwohner bzw. um rund 24 Prozent. Das starke Wachstum der letzten Jahrzehnte hat sich in den letzten Jahren abgeschwächt. Im Gegensatz zu den meisten Landkreisen in Ostbayern verzeichnet der Landkreis Regensburg aber nach wie vor einen Bevölkerungszuwachs.
Die nachfolgenden Zahlen beziehen sich auf den Gebietsstand vom 25. Mai 1987:
| Jahr      | 1840    | 1900    | 1939    | 1950    | 1961    | 1970    | 1987    | 1991    | 1995    |         |
| Einwohner | 58.773  | 69.408  | 80.029  | 104.272 | 103.698 | 120.290 | 144.278 | 157.011 | 166.215 |         |
| Jahr      | 2000    | 2005    | 2010    | 2015    | 2016    | 2017    | 2018    | 2019    | 2020    | 2021    |
| Einwohner | 176.067 | 182.193 | 183.796 | 189.390 | 190.481 | 192.200 | 193.572 | 194.070 | 194.275 | 195.225 |

## Politik

### Kreistag
Das Ergebnis der Wahl zum Kreistag am 15. März 2020 führte zu folgender Sitzverteilung (mit Vergleich zur vorangegangenen Wahl 2014):
| Kreistagswahl 2020Wahlbeteiligung: 66,5 % (+3,8 %) %403020100 33,828,913,59,36,14,63,00,9n. k. CSUFWGrüneSPDAfDÖDP/PUfFDPLinkeREPGewinne und Verlusteim Vergleich zu 2014 %p 8 6 4 2 0 −2 −4 −6 −8−10−9,1+3,8+5,6−5,6+6,1−0,7+0,6+0,9−1,5CSUFWGrüneSPDAfDÖDP/PUFDPLinkeREPAnmerkungen:f ÖDP/Parteifreie Umweltschützer | Sitzverteilung im Kreistag Regensburg seit 2020Insgesamt 70 Sitze - Linke: 1 - SPD: 7 - Grüne: 9 - ÖDP/PU: 3 - FDP: 2 - FW: 20 - CSU: 24 - AfD: 4 |

| Parteien und Wählergemeinschaften | Parteien und Wählergemeinschaften                          | 2020   | 2020   | 2014   | 2014   | 2008   | 2008   | 2002   | 2002   | 1996   | 1996   |
| Parteien und Wählergemeinschaften | Parteien und Wählergemeinschaften                          | %      | Sitze  | %      | Sitze  | %      | Sitze  | %      | Sitze  | %      | Sitze  |
| --------------------------------- | ---------------------------------------------------------- | ------ | ------ | ------ | ------ | ------ | ------ | ------ | ------ | ------ | ------ |
| CSU                               | Christlich-Soziale Union in Bayern                         | 33,8   | 24     | 42,9   | 30     | 45,3   | 32     | 52,8   | 37     | 50,4   | 36     |
| FW                                | Freie Wähler Bayern                                        | 28,9   | 20     | 25,1   | 18     | 16,3   | 12     | 10,4   | 08     | 0–     | 0–     |
| Grüne                             | Grüne Bayern                                               | 13,5   | 09     | 7,9    | 05     | 6,9    | 04     | 0–     | 0–     | 0–     | 0–     |
| SPD                               | SPD Bayern                                                 | 9,3    | 07     | 14,9   | 10     | 18,0   | 13     | 21,7   | 16     | 23,9   | 17     |
| AfD                               | AfD Bayern                                                 | 6,1    | 04     | 0–     | 0–     | 0–     | 0–     | 0–     | 0–     | 0–     | 0–     |
| ÖDP/PU                            | Ökologisch-Demokratische Partei/Parteifreie Umweltschützer | 4,6    | 03     | 5,3    | 04     | 6,3    | 04     | 5,4    | 04     | 5,0    | 03     |
| FDP                               | FDP Bayern                                                 | 3,0    | 02     | 2,4    | 02     | 4,0    | 03     | 2,0    | 01     | 0–     | 0–     |
| Linke                             | Die Linke Bayern                                           | 0,9    | 01     | 0–     | 0–     | 0–     | 0–     | 0–     | 0–     | 0–     | 0–     |
| REP                               | Die Republikaner                                           | 0–     | 0–     | 1,5    | 01     | 3,0    | 02     | 2,5    | 01     | 3,2    | 02     |
| Grüne/ÖW                          | Grüne Bayern/Ökologische Wählergemeinschaft                | 0–     | 0–     | 0–     | 0–     | 0–     | 0–     | 5,2    | 03     | 6,1    | 04     |
| FUW                               | Freie und unabhängige Wählergemeinschaften                 | 0–     | 0–     | 0–     | 0–     | 0–     | 0–     | 0–     | 0–     | 9,7    | 07     |
| FDP/BP/UB                         | FDP Bayern/Bayernpartei/Unabhängige Bürger                 | 0–     | 0–     | 0–     | 0–     | 0–     | 0–     | 0–     | 0–     | 1,6    | 01     |
| gesamt                            | gesamt                                                     | 100,1  | 70     | 100,0  | 70     | 99,8   | 70     | 100,0  | 70     | 99,9   | 70     |
| Wahlbeteiligung                   | Wahlbeteiligung                                            | 66,5 % | 66,5 % | 62,7 % | 62,7 % | 64,8 % | 64,8 % | 69,9 % | 69,9 % | 73,3 % | 73,3 % |

### Bezirksamtsvorstände (bis 1938) und Landräte (ab 1939)
Es amtierten folgende Bezirksamtmänner (bis 1938) und Landräte (ab 1939):
- 1862–1879: Friedrich Martin
- 1879–1886: Emil Pündter
- 1886–1902: Karl Wagner
- 1902–1908: Franz-Xaver Brigel
- 1908–1928: Hans Nolze
- 1927–1933: Karl Wohlfahrt
- 1933–1934: Franz Froschmaier
- 1934–1939: Wilhelm Ott
- 1939–1945: Otto Jehle
- 13. Juli 1946 bis 31. Mai 1948: Georg von Mallinckrodt
- 1. Juni 1948 bis 30. April 1978: Leonhard Deininger (CSU)
- 1. Mai 1978 bis 30. April 2002: Rupert Schmid (CSU)
- 1. Mai 2002 bis 30. April 2014: Herbert Mirbeth (CSU)
- seit 1. Mai 2014: Tanja Schweiger (Freie Wähler)

Bei der Landratswahl von 2020 setzte sich Tanja Schweiger von den Freien Wählern im ersten Wahlgang mit 68,15 % durch.

### Wappen
| Wappen des Landkreises | Blasonierung: „Unter Schildhaupt mit den bayerischen Rauten gespalten von Rot und Silber; vorne ein silberner Schrägbalken, hinten ein durchgehendes, gradarmiges rotes Tatzenkreuz.“ |
| Wappen des Landkreises | |

### Kfz-Kennzeichen
Das amtliche Kfz-Kennzeichen lautet seit 1. Juli 1956 sowohl in der Stadt Regensburg wie auch im Landkreis „R“. Dabei sind Kombinationen mit zwei Buchstaben und drei Ziffern sowie mit einem Buchstaben (nur B, F, G, I, O und Q) und einer bis drei Ziffern Zulassungen in der Stadt Regensburg vorbehalten. Die restlichen Kombinationen sind für Zulassungen im Landkreis reserviert; Kennzeichen mit zwei Buchstaben und vier Ziffern werden für beide Gebiete vergeben.

## Wirtschaft und Infrastruktur
Im Zukunftsatlas 2016 belegte der Landkreis Platz 39 von 402 Landkreisen, Kommunalverbänden und kreisfreien Städten in Deutschland und zählt damit zu den Regionen mit „sehr hohen Zukunftschancen“. In der Ausgabe von 2019 lag er auf Platz 103 von 401.

### Verkehr

#### Schienennetz
Die Hauptstadt des Bezirks Oberpfalz ist Knotenpunkt bedeutender Eisenbahnen, die zunächst von der AG der Bayerischen Ostbahnen angelegt worden sind:
Im Jahre 1859 erreichte die erste Bahnlinie Regensburg von München über Sünching und führte weiter nach Schwandorf – Amberg – Nürnberg.
Erst 1873 folgte die direkte Strecke über Neumarkt nach Nürnberg. Im selben Jahr konnte man auch nach Landshut – München den kürzeren Weg über Eggmühl nehmen, während von Sünching nur noch in Richtung Straubing – Passau gefahren wurde.
1874 wurde die Donautalbahn nach Saal und Ingolstadt durch die Bayerischen Staatseisenbahnen in Betrieb genommen. Von ihr zweigte 1875 in Sinzing die kurze Stichbahn nach Alling ab.
Weitere staatliche Lokalbahnen folgten erst nach der Jahrhundertwende: 1903: Eggmühl – Schierling – Langquaid und 1913: Regensburg-Wutzlhofen – Wenzenbach – Falkenstein.
Eine Besonderheit stellte die schmalspurige Walhallabahn der Lokalbahn Aktien-Gesellschaft München dar, die von Stadtamhof 1889 nach Donaustauf und 1903 weiter nach Wörth am linken Donauufer entlangfuhr. Hier ist der Personenverkehr bereits 1960 stillgelegt worden; auf den anderen Lokalbahnstrecken in den Jahren 1967/68 und 1984, insgesamt 50 Kilometer:
- 1960: R-Reinhausen – Donaustauf – Wörth      =M= 23 km
- 1984: R-Wutzlhofen – Irlbach – Falkenstein       18 km
- 1967: Sinzing – Alling                            4 km
- 1968: Eggmühl – Schierling – Langquaid            5 km

Es verblieben die Hauptbahnen mit 112 km Länge.

#### Straßenverkehr
Der Landkreis Regensburg wird durch die Autobahnen A 3 (Passau–Nürnberg) und A 93 (München–Hof) erschlossen.

## Gemeinden
Der Landkreis Regensburg umfasst 41 Gemeinden, davon 3 Städte und 8 Märkte:
(Fläche in km², Einwohnerzahlen vom 31. Dezember 2024)
| Städte 1. Hemau (9408) 2. Neutraubling (14.224) 3. Wörth a.d.Donau (5196) Märkte 1. Beratzhausen (5594) 2. Donaustauf (4357) 3. Kallmünz (2810) 4. Laaber (5290) 5. Lappersdorf (13.419) 6. Nittendorf (8920) 7. Regenstauf (16.318) 8. Schierling (8395) Weitere Gemeinden 1. Alteglofsheim (3171) 2. Altenthann (1515) 3. Aufhausen (1954) 4. Bach a.d.Donau (1932) 5. Barbing (5861) 6. Bernhardswald (5366) 7. Brennberg (2082) 8. Brunn (1660) 9. Deuerling (1953) 10. Duggendorf (1535) 11. Hagelstadt (2020) 12. Holzheim a.Forst (1077) 13. Köfering (2847) 14. Mintraching (5020) 15. Mötzing (1408) 16. Obertraubling (8779) 17. Pentling (6328) 18. Pettendorf (3438) 19. Pfakofen (1615) 20. Pfatter (3119) 21. Pielenhofen (1661) 22. Riekofen (827) 23. Sinzing (7332) 24. Sünching (2249) 25. Tegernheim (5570) 26. Thalmassing (3581) 27. Wenzenbach (8757) 28. Wiesent (2647) 29. Wolfsegg (1515) 30. Zeitlarn (5463) | Verwaltungsgemeinschaften 1. Alteglofsheim (Gemeinden Alteglofsheim und Pfakofen) 2. Donaustauf (Markt Donaustauf und Gemeinden Altenthann und Bach a.d.Donau) 3. Kallmünz (Markt Kallmünz und Gemeinden Duggendorf und Holzheim a.Forst) 4. Laaber (Markt Laaber und Gemeinden Brunn und Deuerling) 5. Pielenhofen-Wolfsegg (mit Sitz in Wolfsegg; Mitgliedsgemeinden: Pielenhofen und Wolfsegg) 6. Sünching (Gemeinden Aufhausen, Mötzing, Riekofen und Sünching) 7. Wörth a.d.Donau (Stadt Wörth a.d.Donau und Gemeinde Brennberg) Gemeindefreie Gebiete (32,35 km²) 1. Forstmühler Forst (24,59 km²) 2. Kreuther Forst (7,76 km²) |

## Gemeinden des Landkreises vor der Gebietsreform 1971/78
Vor dem Beginn der bayerischen Gebietsreform umfasste der Landkreis Regensburg in den 1960er Jahren 124 Gemeinden. Die Gemeinden, die es heute noch gibt, sind fett geschrieben:

Landkreis Regensburg, Gemeindegrenzenkarte von 1961

| frühere Gemeinde          | heutige Gemeinde   | heutiger Landkreis        |
| ------------------------- | ------------------ | ------------------------- |
| Adlmannstein              | Bernhardswald      | Landkreis Regensburg      |
| Alteglofsheim             | Alteglofsheim      | Landkreis Regensburg      |
| Altenthann                | Altenthann         | Landkreis Regensburg      |
| Aufhausen                 | Aufhausen          | Landkreis Regensburg      |
| Bach an der Donau         | Bach an der Donau  | Landkreis Regensburg      |
| Barbing                   | Barbing            | Landkreis Regensburg      |
| Bernhardswald             | Bernhardswald      | Landkreis Regensburg      |
| Brennberg                 | Brennberg          | Landkreis Regensburg      |
| Bruckbach                 | Brennberg          | Landkreis Regensburg      |
| Bubach am Forst           | Holzheim am Forst  | Landkreis Regensburg      |
| Buchenlohe                | Regenstauf         | Landkreis Regensburg      |
| Burgweinting              | Regensburg         | Stadt Regensburg          |
| Demling                   | Bach an der Donau  | Landkreis Regensburg      |
| Dengling                  | Mötzing            | Landkreis Regensburg      |
| Diesenbach                | Regenstauf         | Landkreis Regensburg      |
| Dietersweg                | Wiesent            | Landkreis Regensburg      |
| Donaustauf, Markt         | Donaustauf         | Landkreis Regensburg      |
| Ehring                    | Riekofen           | Landkreis Regensburg      |
| Eichhofen                 | Nittendorf         | Landkreis Regensburg      |
| Eilsbrunn                 | Sinzing            | Landkreis Regensburg      |
| Eitlbrunn                 | Regenstauf         | Landkreis Regensburg      |
| Eltheim                   | Barbing            | Landkreis Regensburg      |
| Etterzhausen              | Nittendorf         | Landkreis Regensburg      |
| Frankenberg               | Brennberg          | Landkreis Regensburg      |
| Frauenzell                | Brennberg          | Landkreis Regensburg      |
| Friesheim                 | Barbing            | Landkreis Regensburg      |
| Gailsbach                 | Hagelstadt         | Landkreis Regensburg      |
| Gebelkofen                | Obertraubling      | Landkreis Regensburg      |
| Geisling                  | Pfatter            | Landkreis Regensburg      |
| Gmünd                     | Pfatter            | Landkreis Regensburg      |
| Grafenwinn                | Regenstauf         | Landkreis Regensburg      |
| Graß                      | Regensburg         | Stadt Regensburg          |
| Graßlfing                 | Pentling           | Landkreis Regensburg      |
| Griesau                   | Pfatter            | Landkreis Regensburg      |
| Großberg                  | Pentling           | Landkreis Regensburg      |
| Grünthal                  | Wenzenbach         | Landkreis Regensburg      |
| Haag                      | Rettenbach         | Landkreis Cham            |
| Hackenberg                | Bernhardswald      | Landkreis Regensburg      |
| Hagelstadt                | Hagelstadt         | Landkreis Regensburg      |
| Haidenkofen               | Sünching           | Landkreis Regensburg      |
| Haimbuch                  | Mötzing            | Landkreis Regensburg      |
| Hainsacker                | Lappersdorf        | Landkreis Regensburg      |
| Harting                   | Regensburg         | Stadt Regensburg          |
| Haugenried                | Nittendorf         | Landkreis Regensburg      |
| Hauzendorf                | Bernhardswald      | Landkreis Regensburg      |
| Hauzenstein               | Wenzenbach         | Landkreis Regensburg      |
| Heilinghausen             | Regenstauf         | Landkreis Regensburg      |
| Heitzenhofen              | Duggendorf         | Landkreis Regensburg      |
| Hirschling                | Regenstauf         | Landkreis Regensburg      |
| Hofdorf                   | Wörth an der Donau | Landkreis Regensburg      |
| Höhenberg                 | Wiesenfelden       | Landkreis Straubing-Bogen |
| Hohengebraching           | Pentling           | Landkreis Regensburg      |
| Illkofen                  | Barbing            | Landkreis Regensburg      |
| Irnkofen                  | Aufhausen          | Landkreis Regensburg      |
| Kareth                    | Lappersdorf        | Landkreis Regensburg      |
| Karlstein                 | Regenstauf         | Landkreis Regensburg      |
| Kiefenholz                | Wörth an der Donau | Landkreis Regensburg      |
| Kneiting                  | Pettendorf         | Landkreis Regensburg      |
| Köfering                  | Köfering           | Landkreis Regensburg      |
| Kruckenberg               | Wiesent            | Landkreis Regensburg      |
| Kürn                      | Bernhardswald      | Landkreis Regensburg      |
| Langenerling              | Hagelstadt         | Landkreis Regensburg      |
| Lappersdorf               | Lappersdorf        | Landkreis Regensburg      |
| Lichtenwald               | Altenthann         | Landkreis Regensburg      |
| Luckenpaint               | Thalmassing        | Landkreis Regensburg      |
| Mangolding                | Mintraching        | Landkreis Regensburg      |
| Matting                   | Pentling           | Landkreis Regensburg      |
| Mintraching               | Mintraching        | Landkreis Regensburg      |
| Moosham                   | Mintraching        | Landkreis Regensburg      |
| Mötzing                   | Mötzing            | Landkreis Regensburg      |
| Neutraubling              | Neutraubling       | Landkreis Regensburg      |
| Niederachdorf             | Kirchroth          | Landkreis Straubing-Bogen |
| Niedertraubling           | Obertraubling      | Landkreis Regensburg      |
| Nittendorf                | Nittendorf         | Landkreis Regensburg      |
| Oberachdorf               | Wörth an der Donau | Landkreis Regensburg      |
| Oberhinkofen              | Obertraubling      | Landkreis Regensburg      |
| Oberisling                | Regensburg         | Stadt Regensburg          |
| Obermiethnach             | Kirchroth          | Landkreis Straubing-Bogen |
| Obertraubling             | Obertraubling      | Landkreis Regensburg      |
| Pentling                  | Pentling           | Landkreis Regensburg      |
| Pettendorf                | Pettendorf         | Landkreis Regensburg      |
| Pettenreuth               | Bernhardswald      | Landkreis Regensburg      |
| Petzkofen                 | Aufhausen          | Landkreis Regensburg      |
| Pfakofen                  | Pfakofen           | Landkreis Regensburg      |
| Pfatter                   | Pfatter            | Landkreis Regensburg      |
| Pielenhofen               | Pielenhofen        | Landkreis Regensburg      |
| Pillnach                  | Kirchroth          | Landkreis Straubing-Bogen |
| Poign                     | Pentling           | Landkreis Regensburg      |
| Pondorf                   | Kirchroth          | Landkreis Straubing-Bogen |
| Ponholz                   | Maxhütte-Haidhof   | Landkreis Schwandorf      |
| Ramspau                   | Regenstauf         | Landkreis Regensburg      |
| Regendorf                 | Zeitlarn           | Landkreis Regensburg      |
| Regenstauf, Markt         | Regenstauf         | Landkreis Regensburg      |
| Rettenbach                | Rettenbach         | Landkreis Cham            |
| Riekofen                  | Riekofen           | Landkreis Regensburg      |
| Rogging                   | Pfakofen           | Landkreis Regensburg      |
| Rosenhof                  | Mintraching        | Landkreis Regensburg      |
| Sanding                   | Thalmassing        | Landkreis Regensburg      |
| Sarching                  | Barbing            | Landkreis Regensburg      |
| Schönach                  | Mötzing            | Landkreis Regensburg      |
| Schönhofen                | Nittendorf         | Landkreis Regensburg      |
| Schönleiten               | Regenstauf         | Landkreis Regensburg      |
| Sengkofen                 | Mintraching        | Landkreis Regensburg      |
| Sinzing                   | Sinzing            | Landkreis Regensburg      |
| Steinsberg                | Regenstauf         | Landkreis Regensburg      |
| Sünching                  | Sünching           | Landkreis Regensburg      |
| Sulzbach an der Donau     | Donaustauf         | Landkreis Regensburg      |
| Taimering                 | Riekofen           | Landkreis Regensburg      |
| Tegernheim                | Tegernheim         | Landkreis Regensburg      |
| Thalmassing               | Thalmassing        | Landkreis Regensburg      |
| Tiefenthal                | Wörth an der Donau | Landkreis Regensburg      |
| Triftlfing                | Aufhausen          | Landkreis Regensburg      |
| Viehhausen                | Sinzing            | Landkreis Regensburg      |
| Weihern                   | Wörth an der Donau | Landkreis Regensburg      |
| Weillohe                  | Thalmassing        | Landkreis Regensburg      |
| Wenzenbach                | Wenzenbach         | Landkreis Regensburg      |
| Wiesent                   | Wiesent            | Landkreis Regensburg      |
| Wolfsegg                  | Wolfsegg           | Landkreis Regensburg      |
| Wolkering                 | Thalmassing        | Landkreis Regensburg      |
| Wörth an der Donau, Stadt | Wörth an der Donau | Landkreis Regensburg      |
| Wulkersdorf               | Bernhardswald      | Landkreis Regensburg      |
| Zeitlarn                  | Zeitlarn           | Landkreis Regensburg      |
| Zinzendorf                | Wörth an der Donau | Landkreis Regensburg      |

Eingemeindungen und Ausgliederungen vor 1950
- Auburg, am 1. April 1949 zu Illkofen
- Dechbetten, am 1. April 1938 zu Regensburg
- Ebersroith, am 1. Januar 1946 zu Rettenbach
- Frengkofen, am 1. Januar 1946 zu Bach an der Donau
- Göppenbach,  am 1. April 1949 zu Frauenzell
- Großprüfening, am 1. April 1938 zu Regensburg
- Hungersacker, am 1. Januar 1946 zu Weihern
- Kirchroth, 1946 zum Landkreis Straubing
- Kleinprüfening, am 1. Januar 1946 zu Sinzing
- Kreuth, am 1. Januar 1946 zu Bernhardswald
- Loch, am 1. Januar 1946 zu Nittendorf
- Pfellkofen, am 1. Januar 1946 zu Pfakofen
- Schneitweg, am 1. Januar 1946 zu Karlstein
- Tiefbrunn, am 1. Januar 1946 zu Moosham
- Waxenberg, am 1. Januar 1946 zu Höhenberg
- Zeitldorn, 1946 zum Landkreis Straubing
- Ziegetsdorf, am 1. April 1938 zu Regensburg

Die Gemeinde Oppersdorf wurde am 19. März 1958 in Lappersdorf umbenannt.

## Schutzgebiete
Im Landkreis Regensburg gibt es elf Naturschutzgebiete, vier Landschaftsschutzgebiete, 16 FFH-Gebiete und mindestens 53 vom Bayerischen Landesamt für Umwelt ausgewiesene Geotope (Stand April 2016).

### Naturschutzgebiete
- Naturschutzgebiete:
  - Drabafelsen
  - Eichenberg
  - Gmünder Au
  - Greifenberg und Waltenhofener Hänge
  - Hölle
  - Hutberg bei Fischbach
  - Mattinger Hänge
  - Max-Schultze-Steig
  - Pfatterer Au
  - Stöcklwörth
  - Westliche Naabtalhänge bei Pielenhofen
  - Wuzenfelsen

## Ehrenring des Landkreises
Der Ehrenring ist eine Auszeichnung für Personen, die sich um den Landkreis in hervorragenden Maße verdient gemacht haben. Er ist auf 12 lebende Personen beschränkt und die höchste Auszeichnung, die der Landkreis Regensburg vergibt. Der Ring wird in Gold verliehen und ist mit dem Landkreiswappen versehen.
Durch Beschluss des Kreistages hat der Landkreis am 28. Oktober 1980 eine Satzung erlassen, mit der die Kriterien und Voraussetzungen für die offizielle Ehrung mit dem Ehrenring des Landkreises Regensburg festgelegt sind.

### Träger
Verstorben
- Leonhard Deininger (1910–2002), deutscher Politiker (CSU), Landrat a. D., Landtagsabgeordneter a. D., ehemaliger Regensburger Stadtrat
- Hermann Höcherl (1912–1989), deutscher Politiker (CSU), Bundesminister a. D.
- Rupert Schmid (1935–2021), deutscher Politiker (CSU), Landrat a. D., Bezirkstagspräsident a. D.